# Vibble
Vibble ist ein Ort (tätort) auf der schwedischen Insel Gotland in der Provinz Gotlands län und der historischen Provinz Gotland.
Der Ort in der Gemeinde Gotland liegt an der Westküste der Insel, etwa drei Kilometer südlich von Visby und gilt durch die Nähe zur Stadt bereits als Vorort. Die Haupterwerbsquelle ist der Tourismus.
Im Ortsteil Kneippbyn steht das Gebäude, das in der Verfilmung von Pippi Langstrumpf (1969) durch Olle Hellbom als Drehort für die Villa Kunterbunt verwendet wurde.

## Galerie

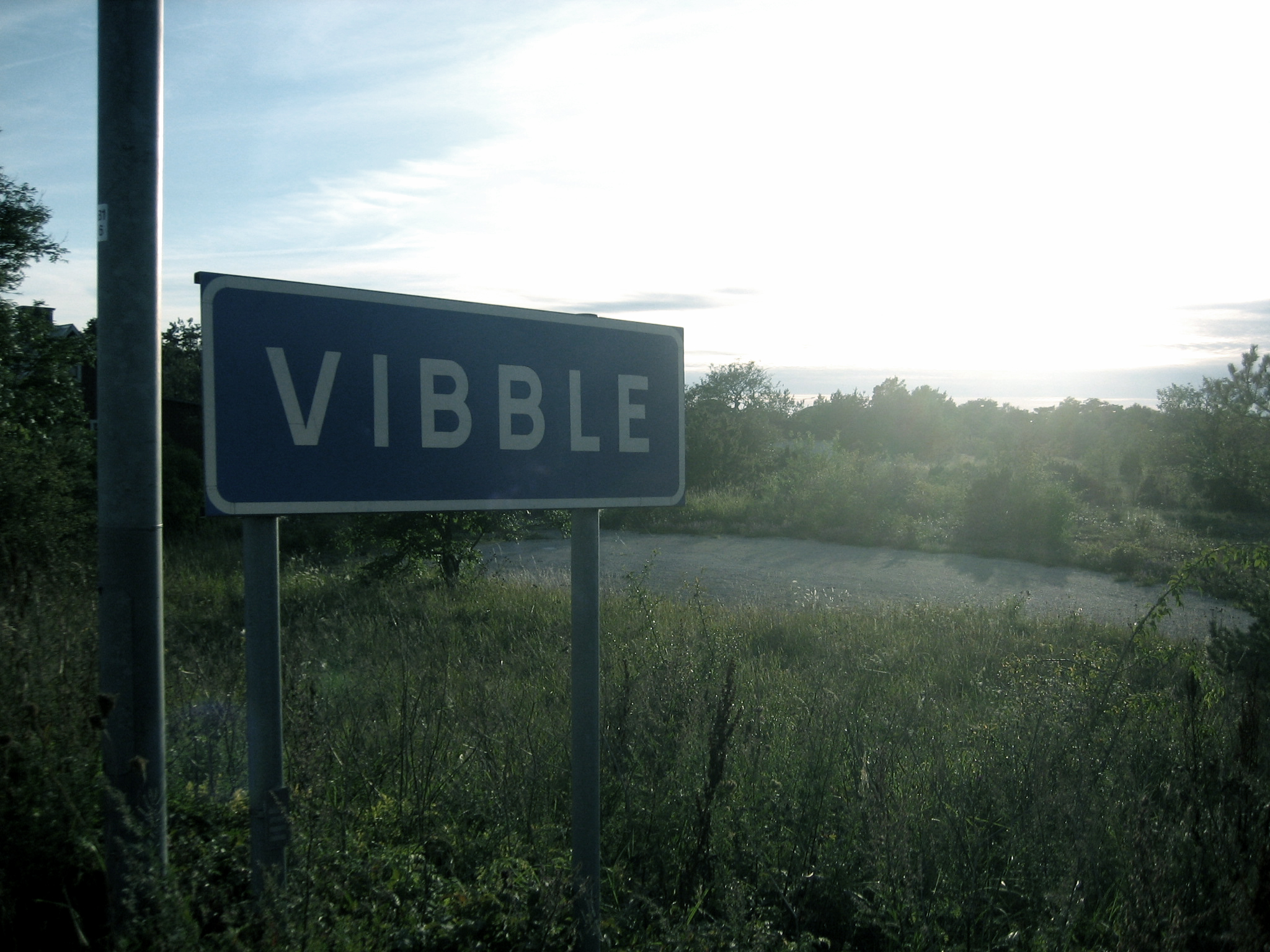
Ortsschild
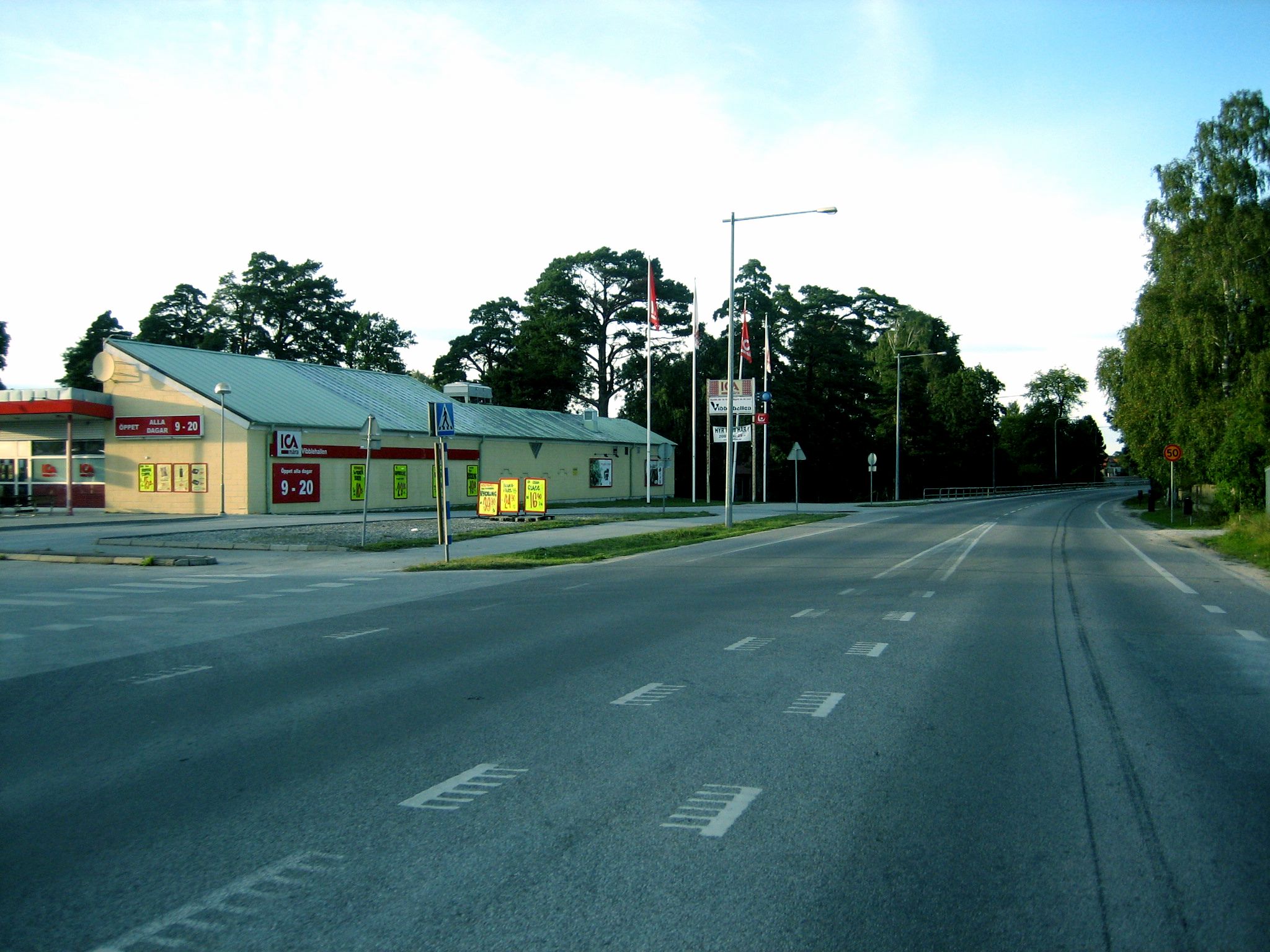
Straße im Ortszentrum
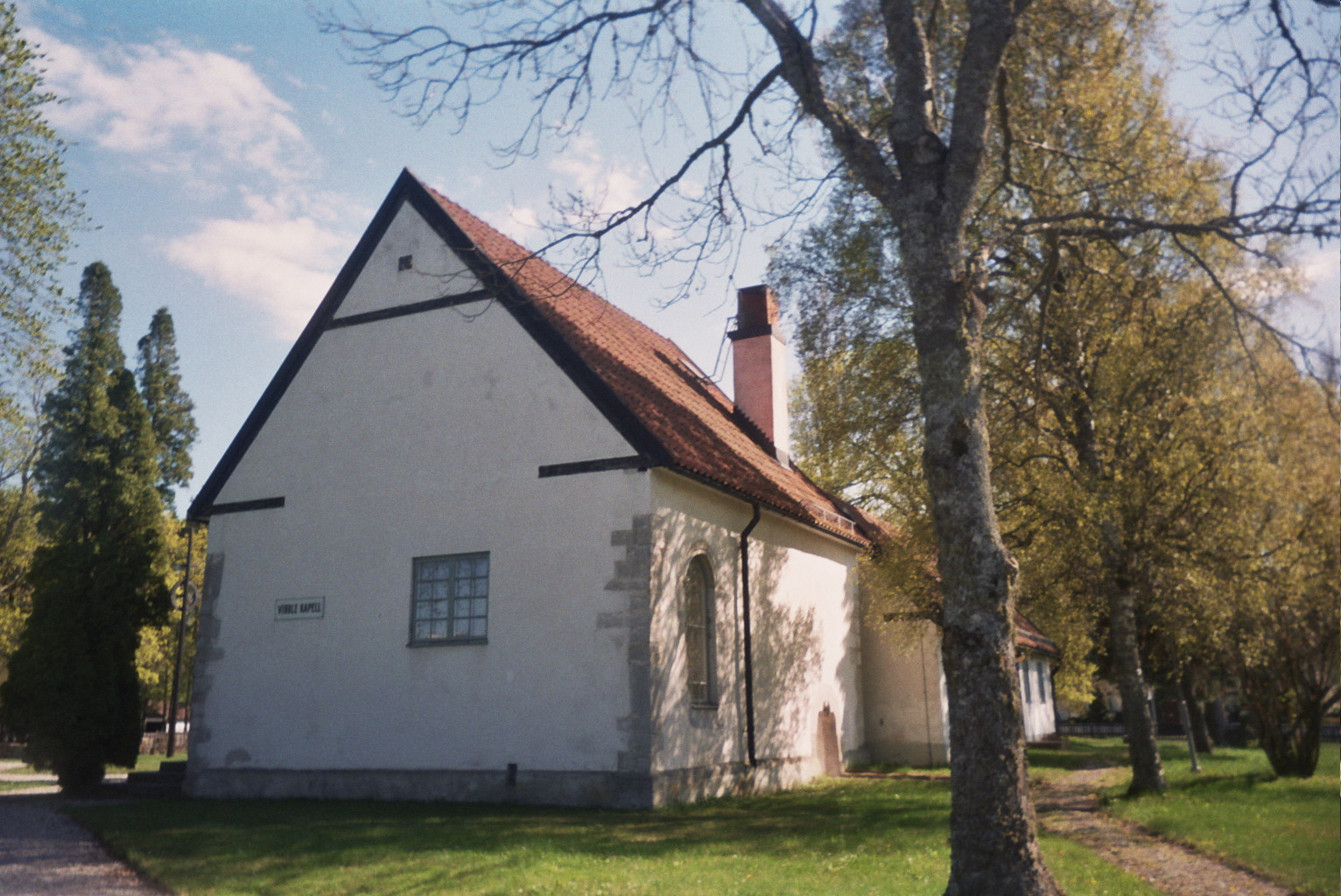
Kapelle
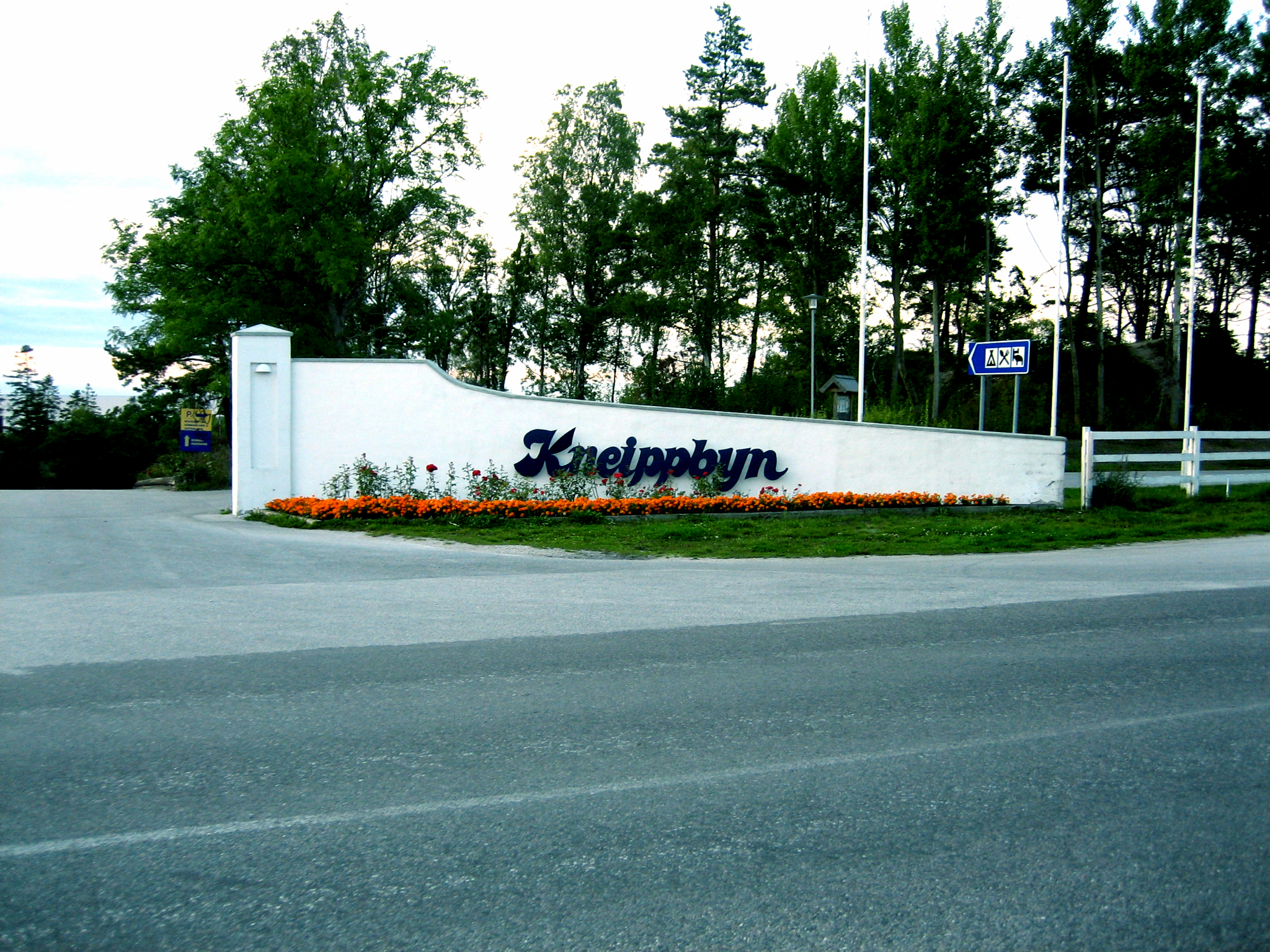
„Kneippbyn“